# Ириней (Лафцис)
Митрополит Ириней (греч. Μητροπολίτης Ειρηναίος; ; в миру Ма́риос Лафци́с греч. Μάριος Λαφτσής; род. 1974, Александруполис) — архиерей Константинопольской православной церкви и Элладской православной церкви, митрополит Флоринского, Преспийского и Эордейского (с 2023 года).

## Биография
Родился в 1974 году в Александруполисе. Учился в Высшей духовной школе в Салониках и богословском институте университете Аристотеля в Салониках.
В 1997 году был хиротонисан во диакона, а в 2002 году — во пресвитера. В 2004 году был назначен канцлером Александрупольской митрополии.
9 октября 2023 года Священным синодом иерархии Элладской православной церкви 61 голосом был избран для рукоположения в сан митрополита Флоринского, Преспийского и Эордейского.
22 октября 2023 года в кафедральном Благовещенском соборе в Афинах состоялась его архиерейская хиротония, которую совершили: предстоятель церкви, архиепископ Иероним II, митрополит Дидимотихский Дамаскин (Карпафакис), митрополит Ксантийский Пантелеимон (Калафатис), митрополит Козанский Павел (Папалексиу), митрополит Александрупольский Анфим (Кукуридис), митрополит Маронийский Пантелеимон (Мутафис), митрополит Гревенский Давид (Дзюмакас), митрополит Каламарийский Иустин (Бардакас) и митрополит Парамитийский Серапион (Михалакис).